# آدوا (آتشفشان)
آدوا (به لاتین: Adwa) یک کوه و آتشفشان چینه‌ای در اتیوپی است که در منطقه اداری ۳ (عفر) واقع شده‌است.